# 伊泽拉河
伊泽拉河位于捷克境内，由发源于伊泽拉山的大伊泽拉河和发源于克尔科诺谢山的小伊泽拉河汇流而成，最终在卡拉尼注入易北河，全长164公里。
伊泽拉河流经的城镇主要有：姆拉達-博萊斯拉夫、科热诺夫、伊泽拉河畔罗基特尼采、伊澤拉河畔亞布洛內茨、塞米利、熱萊茲尼布羅德、小斯卡拉、图尔诺夫、慕尼黑城堡、伊澤拉河畔巴科夫、伊澤拉河畔貝納特基、拉贝河畔普热德梅日采、图日采、新韦斯泰茨、卡拉尼和托乌申矿泉村。